# Agricultura

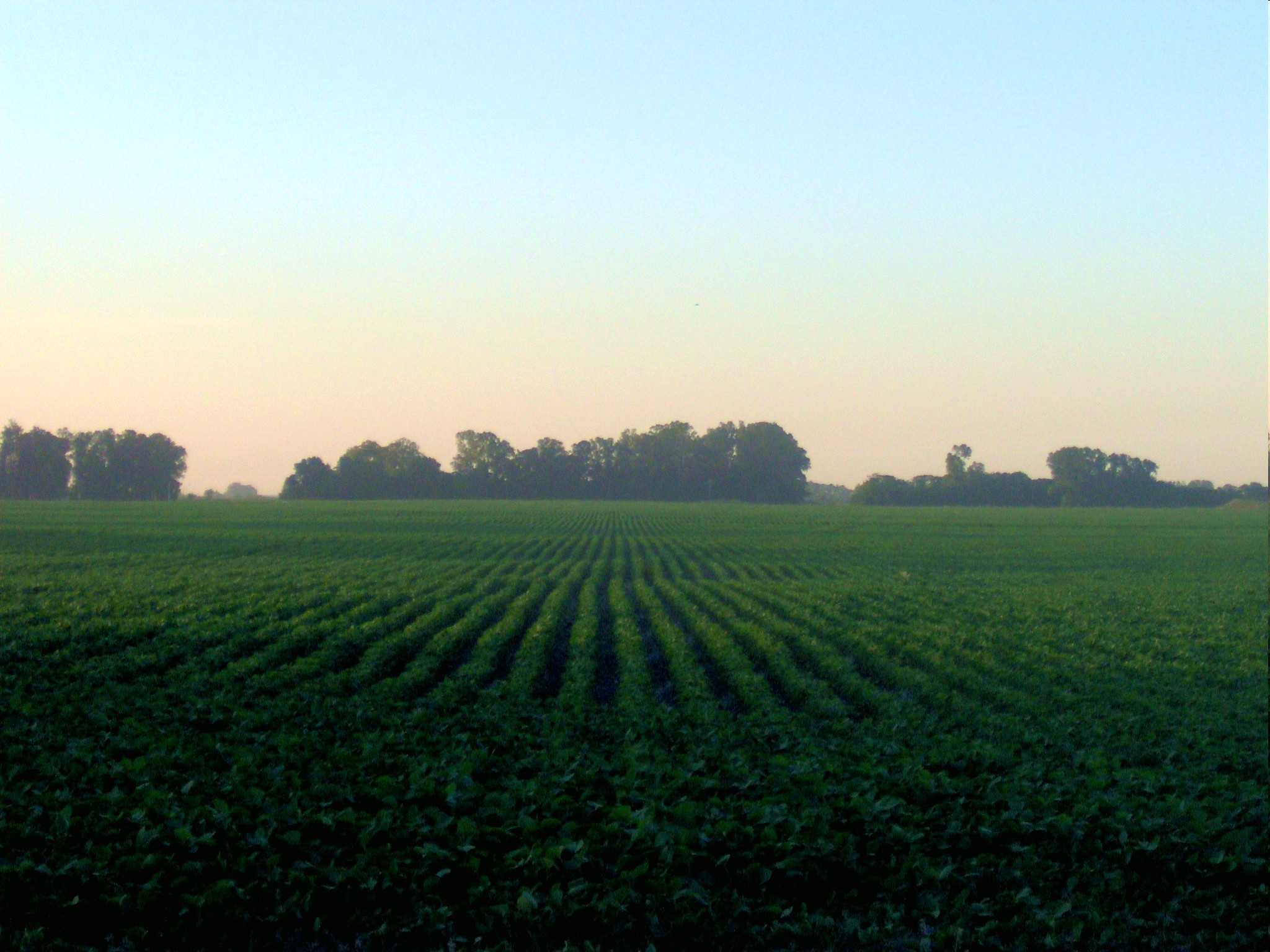
Cultivo de soja en Argentina, en 2005

La agricultura es el conjunto de actividades económicas y técnicas relacionadas con el tratamiento del suelo y el cultivo de la tierra para la producción de alimentos. Comprende todo un conjunto de acciones humanas que transforma el medio ambiente natural.
Las acciones relacionadas son las que integran el llamado sector agrícola. Todas las actividades económicas del sector tienen su fundamento en la explotación de los recursos que la tierra origina, favorecida por la acción del ser humano: alimentos vegetales como cereales, frutas, hortalizas, pastos cultivados y forrajes; fibras utilizadas por la industria textil; cultivos energéticos, etc.
La agricultura también incluye una demanda global del ramo y el servicio de la alimentación mundial depende en gran medida del clima y de las técnicas para poder hacer la tierra fértil, conserva su origen en la propiedad privada y en la explotación de la tierra entregada a familias para poder establecerse. Es una actividad de gran importancia estratégica como base fundamental para el desarrollo autosuficiente y dinero de las naciones. La ciencia que estudia la práctica de la agricultura es la agronomía.

## Etimología
La palabra agricultura deriva del latín agri ‘campo’ y cultūra ‘cultivo’, ‘crianza’.

## Historia

### Comienzo de la agricultura

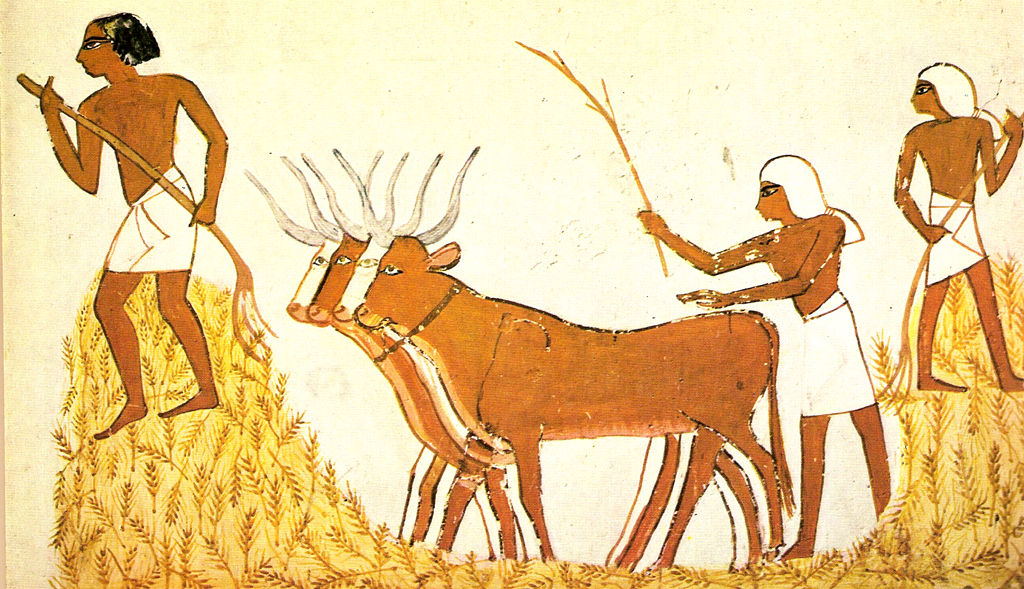
Trilla de cereales en el antiguo Egipto.

La agricultura comenzó una vez que las personas plantaron hierbas por sus semillas (o granos) en el Cercano Oriente, en Guangdong (China) y en Latinoamérica; y tal vez plantaron verduras de raíz en Perú e Indonesia, también. El Creciente Fértil del sudoeste asiático, Egipto e India fueron los lugares donde se desarrollaron inicialmente la siembra y cosecha hidráulica de plantas que habían sido recogidas previamente en la naturaleza. 
El desarrollo independiente de la agricultura se produjo en el norte y sur de China, en el Sahel de África, en Nueva Guinea y en varias regiones de las Américas. Los llamados ocho cultivos fundadores del Neolítico, marcas de almidón en implementos de piedra que se encontraron en Nueva Guinea sugieren que el camote se ha cultivado ahí al menos desde hace 30 000 años; las castañas de agua y los frijoles pudieron haberse cultivado cerca de la Cueva del Espíritu, en Tailandia desde el año 11 000 a 7500 a. C.
El desarrollo primigenio de la agricultura en el creciente fértil se suele fechar hace alrededor del 9500 a. C., tras la última glaciación, y muy probablemente como consecuencia de ella. Las comunidades de cazadores-recolectores del Oriente Medio se sedentarizaron y empezaron a domesticar animales y plantas salvajes de los que ya se alimentaban con el objetivo de proveerse de una fuente estable de alimento sin tener que viajar en su busca. La revolución neolítica subsecuente conllevó enormes cambios en la forma de vida de los seres humanos y llevó finalmente a la aparición de la civilización" la revolución en las mismas áreas unos pocos milenios después. Alrededor del año 9000 a. C., algunas personas abandonaron el viejo modo de vida de cazar animales y recolectar frutos para establecerse y cultivar. Los expertos llaman a este gran cambio la "revolución neolítica". El farro y la cebada se cultivaron en el Cercano Oriente alrededor del año 8000 a. C.; ahí se domesticaron poco después borregos y cabras.
En el año 7000 a. C., llegó a Egipto la naciente agricultura. En el subcontinente indio se cultivó trigo y cebada desde, por lo menos, el 7000 a. C., como lo demuestran las excavaciones arqueológicas de Mehrgarh (Baluchistán, actual Pakistán).
En el año 6000 a. C., la agricultura campesina se atrincheró en las orillas del Nilo. Esto debido al poco desarrollo aún de las técnicas de riego. Durante este tiempo, la agricultura se desarrolló de forma independiente en el Lejano Oriente, con el arroz, en lugar de trigo, como cultivo principal. Los agricultores de China e Indonesia lograron domesticar el taro o papa china (Colocasia esculenta) y el frijol mung (Vigna radiata), la soja y el azuki (Vigna angularis). Como complemento a estas nuevas fuentes de hidratos de carbono, una red de pesca altamente organizada en los ríos, lagos y las costas del océano en estas áreas trajo consigo grandes volúmenes de proteínas esenciales. En conjunto, estos nuevos métodos agrícolas y de pesca originaron un auge de la población humana que empequeñeció todas las expansiones anteriores y que continúa en la actualidad.
El arado jalado por bueyes se utilizó desde el 5000 a. C. Los chinos usaron arados de mano aun antes. En el 5000 a. C., los sumerios habían desarrollado las principales técnicas agrícolas, incluyendo el cultivo intensivo de la tierra a gran escala, el monocultivo, técnicas de riego y el uso de mano de obra especializada, particularmente a lo largo de la vía acuática ahora conocida como el canal de Shatt al-Arab, del delta de Golfo Pérsico a la confluencia de los ríos Tigris y Éufrates.
La domesticación de especies silvestres: uros y muflones en ganado vacuno y ovino, respectivamente, dio paso a la utilización a gran escala de animales para comida/fibra y como bestias de carga. El pastor se unió al agricultor como un proveedor esencial para las sociedades sedentarias y seminómadas. El maíz, la mandioca y el arrurruz se domesticaron por primera vez en el continente americano y se remontan al 5200 a. C.

### Cómo nació la agricultura en el mundo

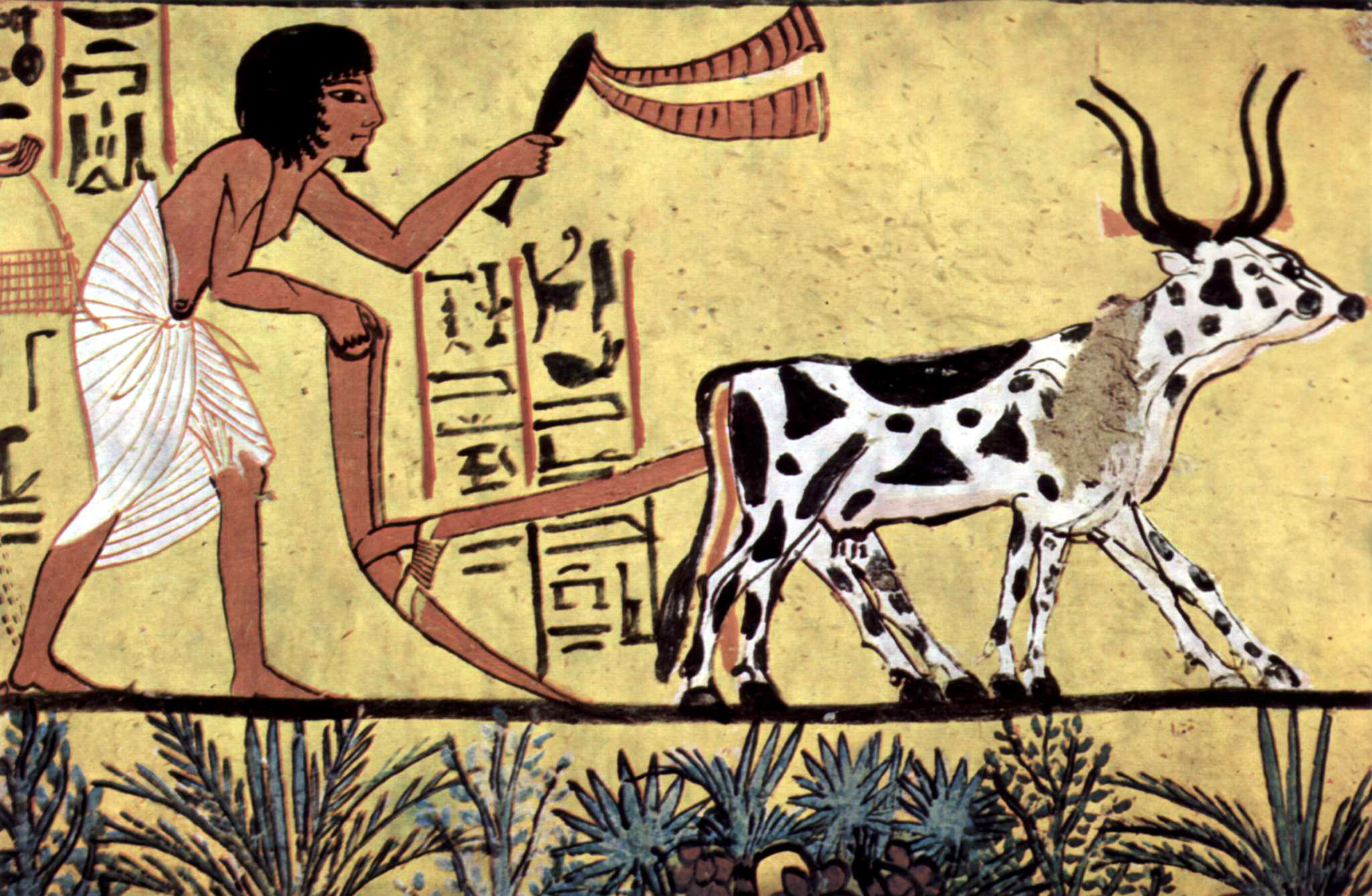
Campesino arando. Pintura en la tumba de Sennedyem, ca. 1200 a. C. Egipto.

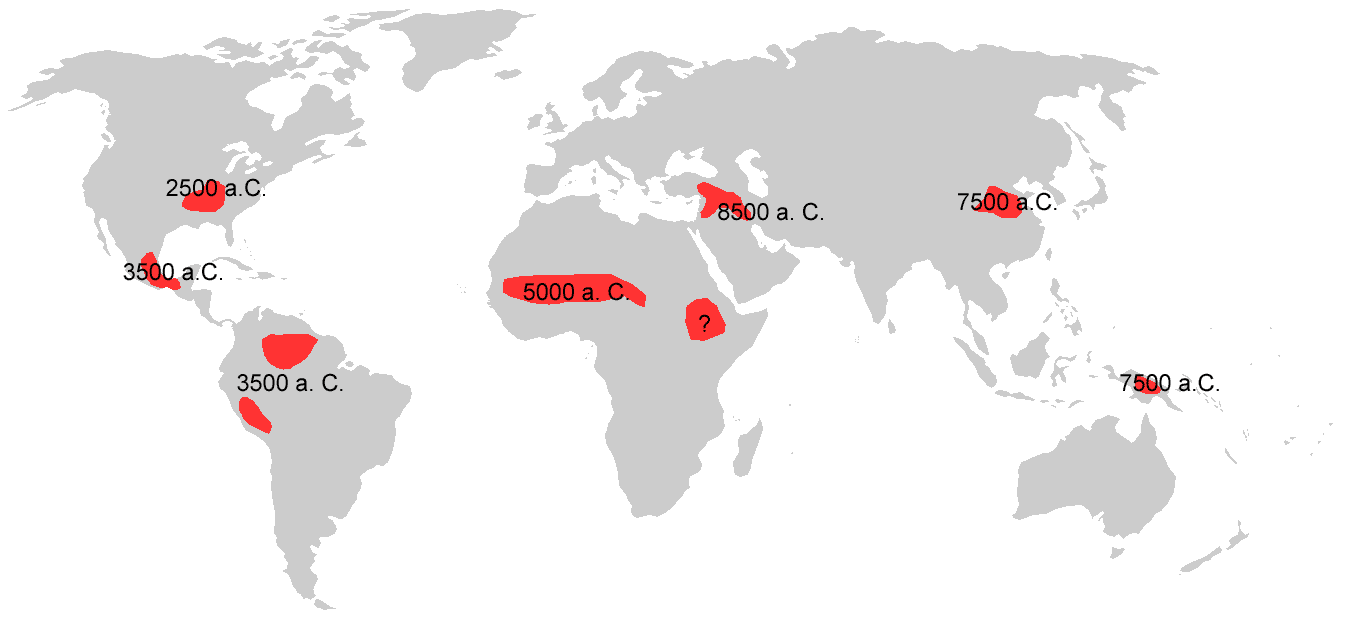
Inicios de la agricultura en diferentes regiones del planeta; solo se consideran las áreas de desarrollo primario, no las que domesticaron plantas por influjo de regiones que previamente habían desarrollado la agricultura.

El inicio de la agricultura se encuentra en el Neolítico, cuando la economía de las sociedades humanas evolucionó desde la recolección, la caza y la pesca a la agricultura y la ganadería. Las primeras plantas cultivadas fueron el trigo y la cebada. Sus orígenes se pierden en la prehistoria y su desarrollo se gestó en varias culturas que la practicaron de forma independiente, como las que surgieron en el denominado Creciente Fértil (zona de Oriente Próximo desde Mesopotamia al Antiguo Egipto), las culturas precolombinas de América Central, la cultura desarrollada por los chinos en el este de Asia, etc.
En América, los cultivos domesticados en Mesoamérica (aparte del teosinte) incluyen al zapallo, frijoles y cacao. El cacao fue domesticado por los Mayo Chinchipe del alto Amazonas alrededor del 3000 a. C. El guajolote probablemente fue domesticado en México o el suroeste de Estados Unidos. Los aztecas desarrollaron sistemas de irrigación, formaron laderas en terrazas, fertilizaron su suelo y desarrollaron chinampas o islas artificiales. Los mayas utilizaron extensos sistemas de canales y campos elevados para cultivar tierras pantanosas desde el 400 a. C. En América del Sur, la agricultura puede haber comenzado alrededor del 9000 a. C. con la domesticación del zapallo (Cucurbita) y otras plantas. La coca fue domesticada en los Andes, al igual que el maní, el tomate, el tabaco y el ananás. El utco fue domesticado en Perú alrededor del 3600 a. C. Allí se domesticaron animales como llamas, alpacas y cuyes. En América del Norte, los pueblos indígenas del Este domesticaron cultivos como el girasol, el tabaco, el zapallo y el Chenopodium. La fresa domesticada es un híbrido de una especie chilena y una norteamericana, desarrollada mediante la cría en Europa y América del Norte.
En Nueva Guinea se encontraron marcas de almidón en implementos de piedra, sugiriendo que el camote se cultivaba ahí al menos desde hace 30 000 años. Se produce una transición, generalmente gradual, desde la economía de caza y recolección de productos agrícolas. Las razones del desarrollo de la agricultura pudieron ser debidas a cambios climáticos hacia temperaturas más templadas; también pudieron deberse a la escasez de caza o alimentos de recolección, o la desertización de amplias regiones. A pesar de sus ventajas, según algunos antropólogos, la agricultura significó una reducción de la variedad en la dieta, creando un cambio en la evolución de la especie humana hacia individuos más vulnerables y dependientes de un enclave que sus predecesores.
La agricultura y la dedicación de las mujeres a la maternidadpermitieron una mayor densidad de población que la economía de caza y recolección por la disponibilidad de alimento para un mayor número de individuos. Con la agricultura, las sociedades van sedentarizándose y la propiedad deja de ser un derecho solo sobre objetos móviles para trasladarse también a los bienes inmuebles, se amplía la división del trabajo y surge una sociedad más compleja con actividades artesanales y comerciales especializadas, los asentamientos agrícolas y los conflictos por la interpretación de linderos de propiedad dan origen a los primeros sistemas jurídicos y gubernamentales.

### Agricultura en la antigua Roma
En los primeros tiempos de Roma, se cultivaban principalmente cereales, leguminosas y hortalizas; pero en la época de la expansión republicana e imperial, la agricultura incluía, además del trigo (el pan fue siempre la base de la alimentación), los otros dos elementos de la llamada tríada o trilogía mediterránea.
El campesino trabajaba con su familia, en un modelo literariamente idealizado de vida sencilla (base de los valores morales, familiares y públicos, y de la participación en la res publica); pero con la expansión territorial, la continuidad del esfuerzo bélico, que exigía un prolongado servicio militar de los ciudadanos, arruinó las pequeñas explotaciones en beneficio del modo de producción esclavista. En ese sistema se incluía la mayor parte de la producción agrícola, tanto la de los modestos lotes de tierras repartidos a soldados veteranos como los grandes latifundios en manos de la aristocracia senatorial. En la lenta transición del esclavismo al feudalismo, a partir de la crisis del siglo III, se sustituyeron los esclavos por siervos, y el Imperio se ruralizó, pasando las villae rurales a ser centros autosuficientes, en perjuicio de las decadentes ciudades.

### Edad Media

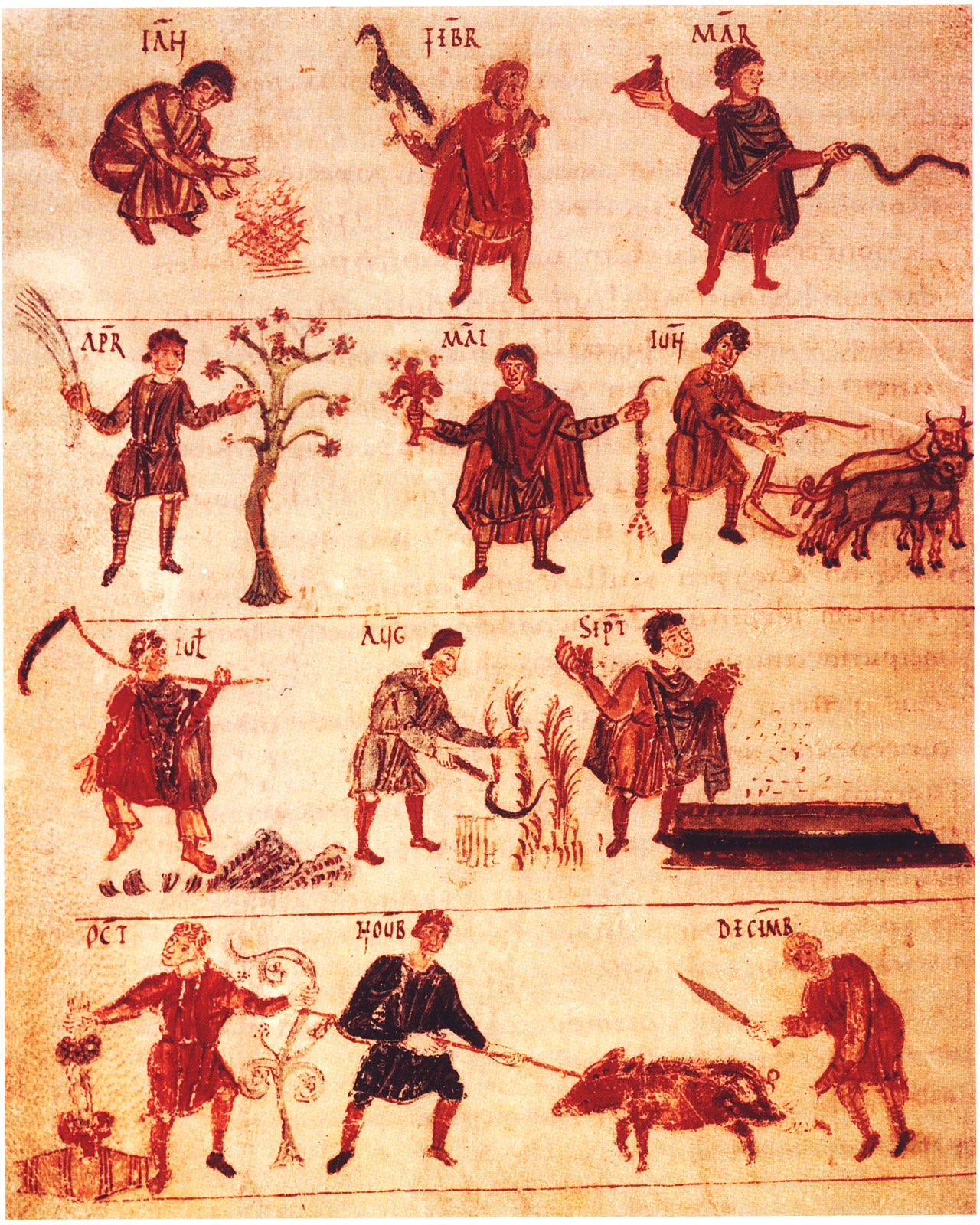
Labores agrícolas, 818 d. C., Salzburgo.

A lo largo de la Edad Media europea, surgen importantes innovaciones tecnológicas que aportarán algunos elementos positivos al trabajo de los campesinos. Las principales innovaciones en la agricultura medieval se debieron al mayor dinamismo del modo de producción feudal, que suponía para los siervos un mayor incentivo en la mejora de la producción que para los esclavos. Las Partidas de Alfonso X de Castilla definen a los campesinos dentro de la sociedad estamental como los que labran la tierra e fazen en ella aquellas cosas por las que los hombres han de vivir y de mantenerse. Este campesinado activo fue la fuerza fundamental del trabajo en la sociedad medieval.
La introducción de arados pesados (con ruedas y vertedera) permitió un cultivo más profundo de los suelos del norte de Europa (se incorporó a lo largo del siglo XI en las regiones al norte de los Alpes, mientras que los suelos frágiles de la zona mediterránea seguían vinculados al arado romano). Los molinos hidráulicos (posteriormente se introdujeron los de viento desde Persia) incrementaron de forma importante la productividad del trabajo, al igual que la mejora paulatina de los aperos agrícolas, como nuevos tipos de trillos, hoces y guadañas.

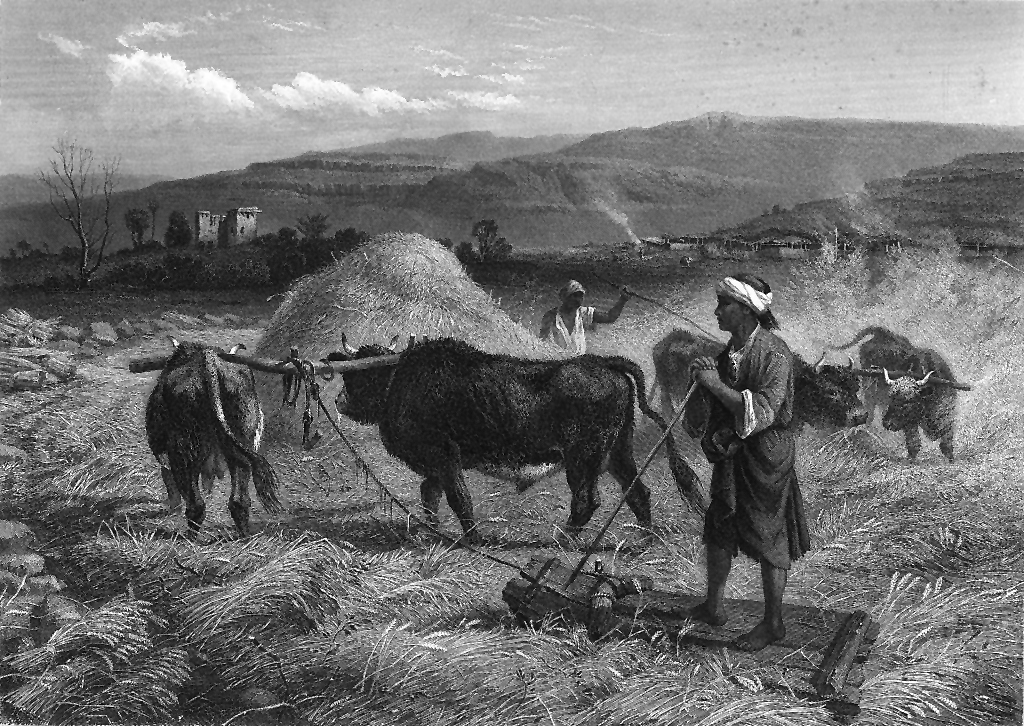
Trilla tradicional con un trillo (imagen del Oriente Próximo).

El cambio del buey por el caballo como animal de tiro fue el resultado de dos avances tecnológicos —el uso de la herradura y el desarrollo de la collera— que permitían al caballo tirar de mayores cargas más fácilmente. Esto aumentó la eficiencia del transporte por tierra, tanto para el comercio como para las campañas militares, y sumado a la mejora general de la red de carreteras aumentó las oportunidades comerciales para las comunidades rurales mejor comunicadas. En algunas zonas con tierras especialmente fértiles, se introdujo la rotación de cultivos de tres hojas (rotación trienal, asociando un cereal de primavera o una leguminosa a un cereal de invierno), lo que reducía al 33 en vez de al 50 % la necesidad de barbecho frente al sistema de año y vez, aumentando la producción y haciéndola más diversificada. La posibilidad de abonado, estaba restringida a la disponibilidad de ganadería asociada, que, en las zonas y periodos en que se incrementó, tuvo un importante impacto en la vida campesina, aunque no siempre positivo para los agricultores, cuyos intereses estaban en contradicción con los de los ganaderos, habitualmente de condición privilegiada (el Concejo de la Mesta y asociaciones ganaderas similares en los reinos cristianos peninsulares). El ejemplo de los monasterios, especialmente de la Orden benedictina expandidos por toda Europa occidental (Cluny y Císter), extendió prácticas agrícolas, de gestión de las propiedades y de industria alimentaria. 
Estos cambios causaron un crecimiento, tanto en la variedad como en la cantidad de las cosechas, que tuvo efectos importantes en la dieta de la población. El campo fue el gran protagonista en la Plena Edad Media europea. Los recursos que aportaban la agricultura y la ganadería eran la base de la economía y la tierra era el centro de las relaciones sociales, siendo la distribución de sus excedentes la que permitió la revolución urbana que se vivió entre los siglos XI y XIII, cumbre del periodo denominado óptimo medieval, beneficiado por un clima especialmente benigno. La tasa de crecimiento promedio interanual de la población europea durante el período 1000-1300 fue de 0,2 %. Entre las causas de la reducción de la tasa de mortalidad que permitió ese crecimiento, leve pero sostenido, se ha sugerido la mejora en la alimentación producto de la incorporación del octavo aminoácido, gracias al consumo de la lenteja.
La expansión agrícola de las tierras cultivables se hizo a costa de la reducción de la superficie del bosque y de la incorporación de tierras marginales y aunque contribuyó al crecimiento de la producción de alimentos, inevitablemente conducía a las consecuencias negativas de la ley de los rendimientos decrecientes, lo que estuvo entre las causas lejanas o precondiciones de la crisis del siglo XIV. A pesar de los progresos, la agricultura medieval manifestó siempre signos de precariedad debido a la imposibilidad de realizar la inversión productiva de los excedentes (extraídos en forma de renta feudal por la nobleza y el clero) y su estrecha dependencia de las condiciones naturales.

### Edad Moderna
Durante el Antiguo Régimen, los países del sur y este de Europa prolongaron el sistema económico feudal, especialmente en la agricultura, pudiéndose hablar de una refeudalización evidente desde la crisis del siglo XVII, en que se reafirmó la posición predominante de los señores frente a los campesinos, que seguían siendo la inmensa mayoría de la población, pero que no tenían posibilidad de iniciar la acumulación del capital necesaria para la transformación agraria. 
En cambio, en la Europa noroccidental, especialmente en los Países Bajos e Inglaterra, los cambios sociales y políticos (revolución burguesa) se vieron acompañados en el campo por una revolución agrícola previa a la Revolución Industrial del siglo XVIII, que intensificó los cultivos, aumentando los rendimientos gracias a mejoras técnicas y productivas (rotación de cultivos de cuatro hojas de Waasland; aperos de Jethro Tull) y a la introducción de nuevos cultivos.
La integración de la economía mundial tras la era de los descubrimientos permitió un intercambio de cultivos a nivel planetario: productos del Viejo Mundo, tanto de zonas templadas como el trigo y la vid, como de zonas cálidas como la caña de azúcar, el algodón y el café, fueron introducidos con éxito en América; mientras que productos del Nuevo Mundo como el maíz, la patata, el tomate, el pimiento y el tabaco diversificaron la agricultura europea y del resto de los continentes. Ya en época industrial, la explotación del caucho, restringida inicialmente a la silvicultura amazónica, terminó extendiéndose a otras zonas ecuatoriales a pesar de todo el cuidado que se puso en impedirlo.

### Edad Contemporánea
La ideología del liberalismo económico propugnó la liberación del mercado de tierras y la imposición de la propiedad privada sobre ellas, con distintas manifestaciones según los países (enclosures en Inglaterra desde el siglo XVIII; en España supresión de mayorazgos y señoríos desde las Cortes de Cádiz, desamortización de Mendizábal en 1836). La formación de mercados nacionales unificados implicaba la unificación de los pesos y medidas, y la liberalización de los precios frente al anterior proteccionismo mercantilista, tarea que el despotismo ilustrado había iniciado desde supuestos fisiócratas a mediados del siglo XVIII. La supresión de la tasa del trigo en España en 1765 estuvo entre las causas del motín de Esquilache, a partir de lo cual la lenta tramitación de una Ley Agraria no llegó a resultados efectivos (Informe de Jovellanos, 1795). 
En el Imperio austríaco se produjo la abolición de la servidumbre (José II, 1785), que en el Imperio ruso no llegó hasta 1861 (reforma de Alejandro II). En Francia, la Revolución de 1789 suprimió los derechos feudales, proporcionando una base de pequeños propietarios pero con suficiente capacidad de capitalización, muy implicados con su tierra, que caracterizó desde entonces la vitalidad y especial fuerza social y política del campo francés. En Inglaterra, el predominio de los terratenientes y la gentry en el Parlamento logró mantener hasta bien entrado el siglo XIX el proteccionismo de las Corn Laws para evitar un descenso en el precio del trigo, en perjuicio de los industriales que patrocinaron la Escuela de Mánchester. Lo que sí se había producido es la drástica reducción de la población activa agraria ante cada vez mayor productividad del trabajo. La falta de expectativas de trabajo en el campo para una población creciente (explosión demográfica) y la ruptura de las redes de solidaridad tradicionales en las parroquias rurales (Poor Laws, desaparición de los comunales —en España con la desamortización de Madoz, 1855—) condujo a un imparable éxodo rural que alimentó los suburbios de las ciudades industriales.

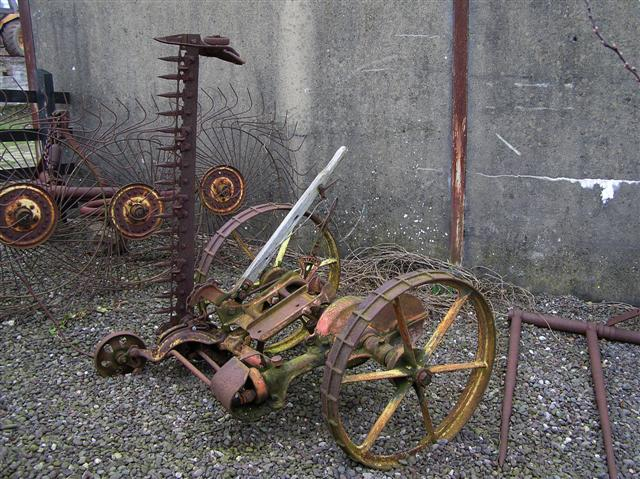
Barra de corte originalmente tirada por un caballo.

El uso de abonos químicos (fosfatos, nitratos, etc.), la mecanización y los estudios científicos de la edafología y la ingeniería agrícola transformaron la agricultura, a finales del siglo XIX, en una actividad similar a la industrial en cuanto a su conexión con la ciencia y tecnología. No obstante, la dependencia de la climatología y la periódica irrupción de plagas (hambre irlandesa de 1845-1849, con afectación de la patata, filoxera desde 1863, con afectación de la vid) produjo periódicas crisis agrícolas.

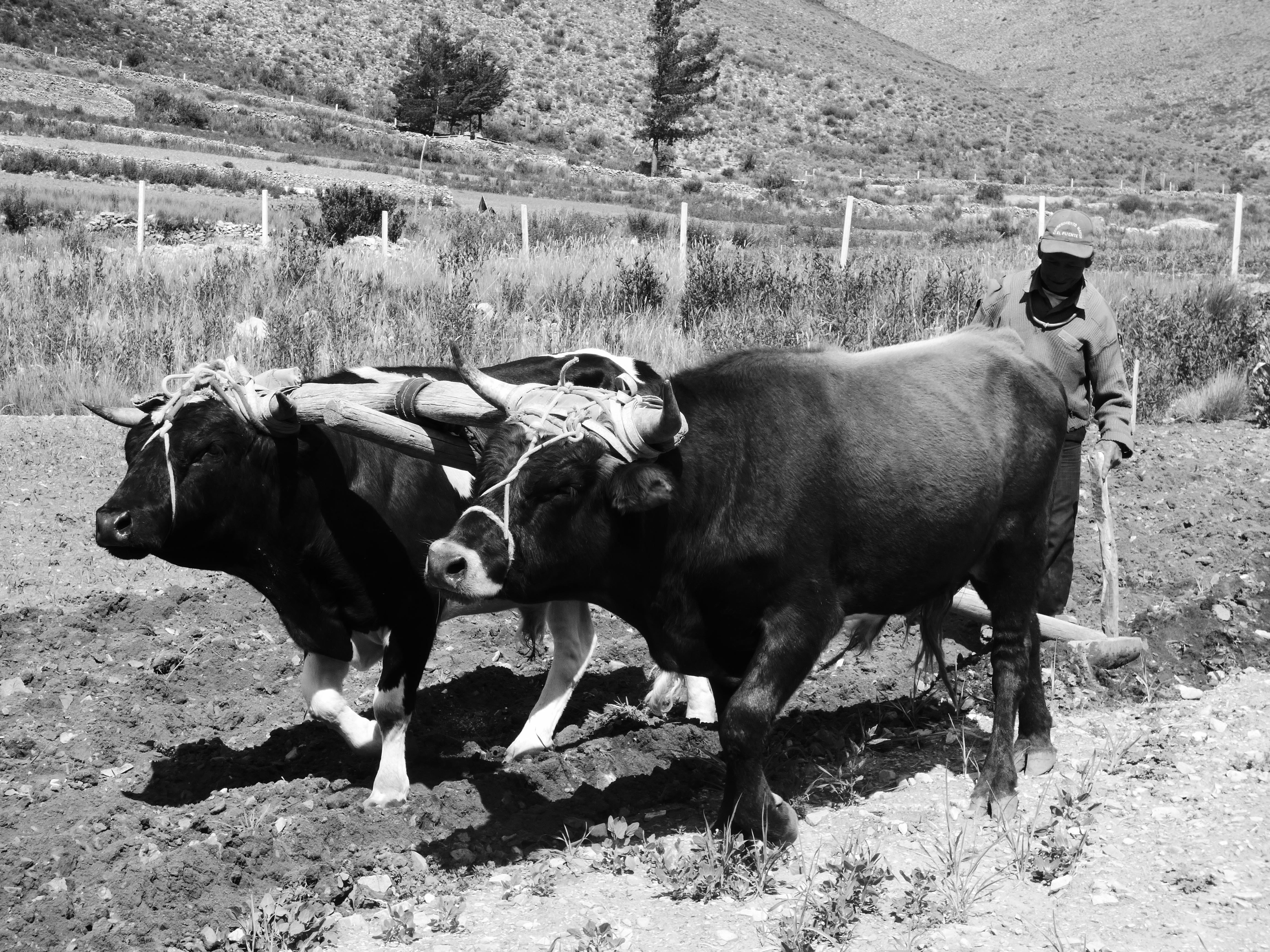
Arado tirado por bueyes utilizado en la actualidad en Bolivia

La división del mundo en países desarrollados y subdesarrollados tuvo en la agricultura uno de sus aspectos: los primeros caracterizados por una agricultura especializada y de mercado con altos rendimientos (incluso en los denominados países nuevos donde la presión de la población sobre la superficie es menor); mientras que en los segundos se produjo una división por zonas entre una agricultura de subsistencia de explotaciones familiares con tecnología tradicional y sometida a la presión del crecimiento demográfico, y una agricultura de plantación de monocultivos destinados al mercado internacional, que también presiona sobre los cada vez más reducidos espacios naturales (deforestación).
La revolución verde de la segunda mitad del siglo XX significó un salto cualitativo en la tecnificación de la agricultura en todo el mundo, basándose en mejoras tecnológicas avanzadas como las semillas de alto rendimiento, que a finales de siglo XX experimentó un nuevo impulso con la biotecnología (OGM). Simultáneamente, la evolución generalizada hacia una agricultura de mercado produjo la cada vez mayor dependencia de los plaguicidas y el abonado intensivo, con graves problemas medioambientales como la contaminación de suelos y acuíferos y una drástica reducción de la biodiversidad; a lo que se ha pretendido responder con el planteamiento de una denominada agricultura sostenible. El total de la superficie global dedicada a las actividades agrarias se sitúa desde finales de los 50 entre el 35 % y el 40 %.

## Actualidad

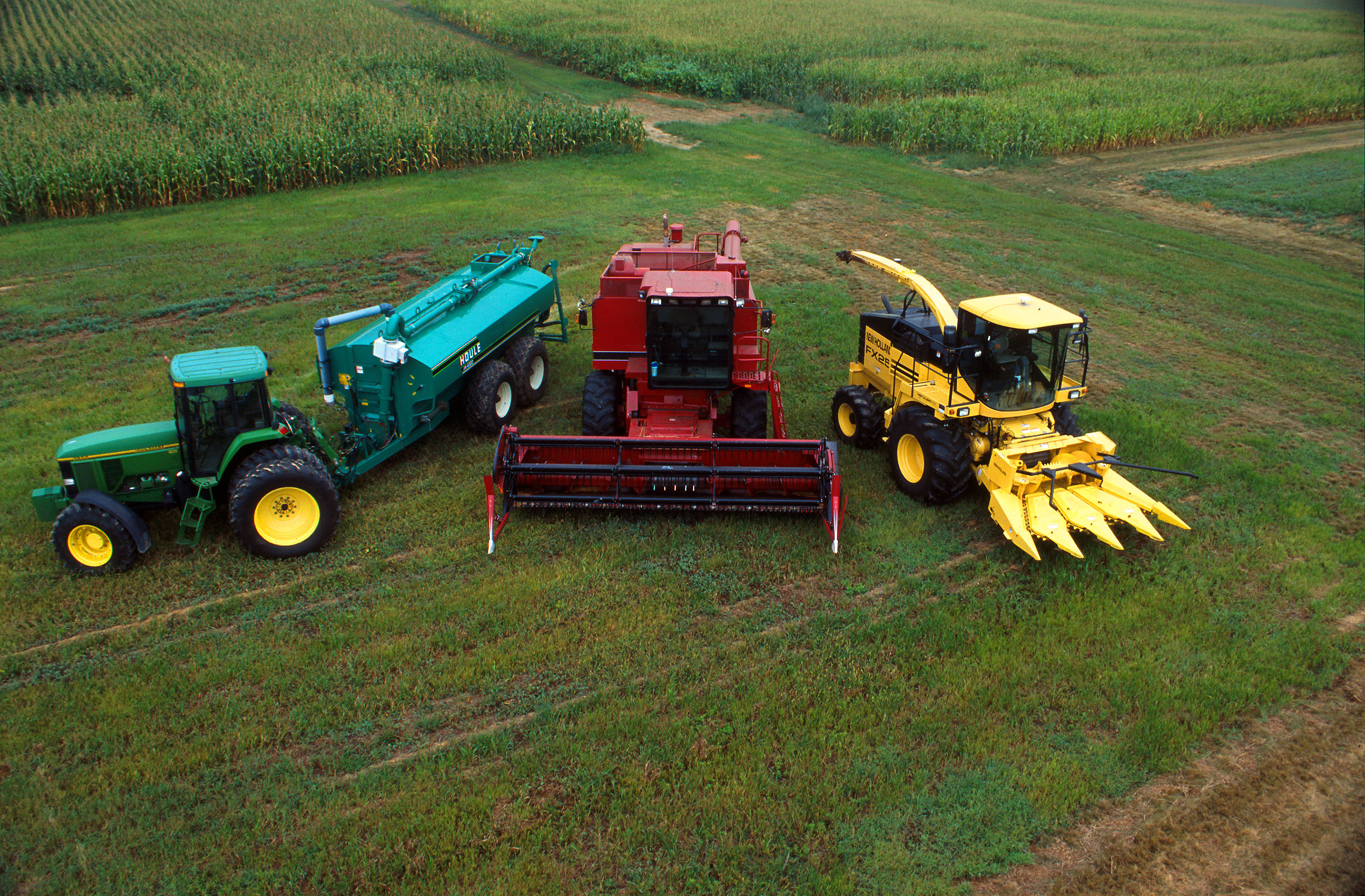
Maquinaria agrícola moderna.

En el siglo XX, especialmente con la aparición del tractor, las exigentes tareas de sembrar, cosechar y trillar pueden realizarse de forma rápida y a una escala antes inimaginable. Según la Academia Internacional de Ingeniería de Estados Unidos, la mecanización agraria es uno de los 20 mayores logros de la ingeniería del siglo XX. A principios del siglo XX, en Estados Unidos se necesitaba un granjero para alimentar de 2 a 5 personas, mientras que hoy, gracias a la tecnología, los agroquímicos y las variedades actuales, un granjero puede alimentar a 130 personas. El costo de esta productividad es un gran consumo energético, generalmente de combustibles fósiles.
La difusión de la radio y la televisión (medios de comunicación), así como de la informática, son de gran ayuda, al facilitar informes meteorológicos, estudios de mercado, etc.
Además de comida para humanos y sus animales, se produce cada vez con más amplia utilidad tales como flores, plantas ornamentales, madera, fertilizantes, pieles, cuero, productos químicos (etanol, plásticos, azúcar, almidón), fibras (algodón, cáñamo, lino), combustible (biodiésel, el propio etanol, que ahora ya se está obteniendo del maíz), productos biofarmacéuticos, y drogas tanto legales como ilegales (tabaco, marihuana, opio, cocaína). También existen plantas creadas por ingeniería genética que producen sustancias especializadas (como, por ejemplo, el maíz transgénico, que, al igual que la obtención de etanol, está modificando la economía de los cultivos de esta planta y la vida de las comunidades que de ella siguen dependiendo).
La manipulación genética, la mejor gestión de los nutrientes del suelo y la mejora en el control de las semillas han aumentado enormemente las cosechas por unidad de superficie, a cambio estas semillas se han vuelto más sensibles a plagas y enfermedades, lo que conlleva una necesidad mayor de estos últimos por parte del agricultor; prueba de ello es el resurgimiento de antiguas variedades, muy resistentes a las enfermedades y plagas, por su rusticidad. Al mismo tiempo, la mecanización ha reducido la exigencia de mano de obra. Las cosechas son generalmente menores en los países más pobres, al carecer del capital, la tecnología y los conocimientos científicos necesarios.
La agricultura moderna depende en gran medida de la tecnología y las ciencias físicas y biológicas. La irrigación, el drenaje, la conservación y la sanidad, que son vitales para una agricultura exitosa, exigen el conocimiento especializado de ingenieros agrónomos. La química agrícola, en cambio, trata con la aplicación de fertilizantes, insecticidas y fungicidas, la reparación de suelos, el análisis de productos agrícolas, etc.
Las variedades de semillas han sido mejoradas hasta el punto de poder germinar más rápido y adaptarse a estaciones más breves en distintos climas. Las semillas actuales pueden resistir a pesticidas capaces de exterminar a todas las plantas verdes. Los cultivos hidropónicos, un método para cultivar sin tierra, utilizando soluciones de nutrientes químicos, pueden ayudar a cubrir la creciente necesidad de producción a medida que la población mundial aumenta.
Otras técnicas modernas que han contribuido al desarrollo de la agricultura son las de empaquetado, procesamiento y mercadeo. Así, el procesamiento de los alimentos, como el congelado rápido y la deshidratación han abierto nuevos horizontes a la comercialización de los productos y aumentado los posibles mercados.
La mayoría de las personas en situación de pobreza alrededor del mundo dependen de la agricultura. Por ello, la seguridad alimentaria y la agricultura están siendo promovidas por gobiernos y organismos de desarrollo como una estrategia para favorecer a las personas en situación de pobreza y estimular el crecimiento económico. Estas intervenciones agrícolas incluyen tecnología, habilidades y el entorno regulatorio. Se ha planteado analizar el impacto de varias de estas intervenciones como, por ejemplo, la titulación de tierras, la capacitación y tecnología, las escuelas de campo para agricultores, el pago por servicios ambientales y la gestión forestal descentralizada.
Un análisis de cinco revisiones sistemáticas concluyó, entre varios resultados, que las reformas de titulación de tierras tienen efectos positivos sobre la productividad agrícola y en los ingresos de aquellos beneficiados. Asimismo, las innovaciones tecnológicas impactan positivamente en la seguridad alimentaria familiar, mientras que las escuelas de campo para agricultores demostraron ser eficaces en aumentar la producción agrícola. A pesar de que también se obtuvieron otros resultados, todavía queda pendiente comprender por qué algunos programas son más eficaces que otros, por lo que es recomendable realizar más investigaciones que estudien la gama completa de impactos relevantes y evalúen resultados sociales más amplios.

### Sector agrícola
El sector agrícola es el sector de la economía dedicado a la producción de productos agrícolas, es decir, materias primas de origen vegetal.
Es importante no confundirlo con el sector agrario, que abarca también la ganadería y otras actividades económicas del campo, ni con el sector primario, que incluye otros sectores productores de materias primas, como la minería y la explotación forestal.

La expresión «sector agrícola» se utiliza comúnmente para referirse a los intereses de las empresas agrícolas o, en un sentido más amplio, a los de la población de las zonas agrícolas, dado su papel determinante en la economía de muchas regiones rurales. En la política de algunos países, especialmente en Estados Unidos, el sector agrícola funciona como un lobby o grupo de presión.

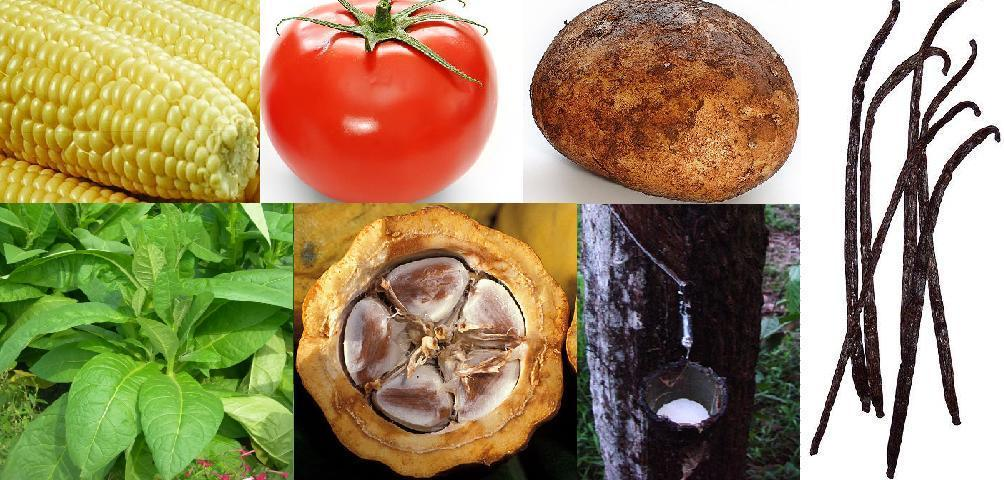
Productos agrícolas.

### Producto agrícola
Producto agrícola es la denominación genérica de cada uno de los productos de la agricultura, la actividad humana que obtiene materias primas de origen vegetal a través del cultivo. No se consideran productos agrícolas estrictamente los procedentes de la explotación forestal. Menos habitual es la distinción con los productos procedentes de la recolección, que en algunos casos es todavía una actividad económica estimable (por ejemplo, la recolección de setas –que propiamente no son vegetales, sino hongos–).
Según el destino que se dé al producto, puede hacerse una división entre productos agrícolas alimentarios y productos agrícolas industriales. De los alimentarios, los más importantes (por ser la base de la alimentación humana y de la ganadería), destacan los cereales (trigo, arroz, maíz, tomate, etc.); la patata y otros tubérculos; legumbres; las plantas oleaginosas (olivo, girasol, soja, colza); la vid y otras plantas susceptibles de producir distintas bebidas alcohólicas; las plantas azucareras; y los productos hortofrutícolas. De los industriales, imprescindibles para muchos procesos industriales, destacan las materias primas para la industria textil, como el algodón, el lino textil, el esparto, etc.; y otros de gran importancia económica, como el caucho y el tabaco. Las plantas tintóreas, que fueron de gran importancia hasta la Revolución Industrial, han sido sustituidas por tintes químicos. La producción de biocombustibles a partir de restos vegetales o cultivados expresamente para ello ha sido objeto de gran desarrollo en los últimos años.
No debe confundirse producción agrícola con producción agraria, que incluye, además de los productos de la agricultura, los de las demás actividades agrarias, especialmente la ganadería. Otro concepto confluyente es el de la totalidad de los productos del campo o productos rurales (lo rural). Estrictamente, la producción rural también incluye los productos de la industria rural, especialmente los de la industria alimentaria local o tradicional y los de la artesanía rural.
Tampoco se debe confundir con la aportación del sector primario a la producción total (PIB o PNB según cómo se considere), que suele dividirse en los tres sectores de la economía, puesto que el sector primario incluye, además, la pesca.Para que los agricultores puedan producir alimentos hacen uso de dos recursos naturales importantes:  
el suelo y el agua. Esta labor a menudo la realizan, en áreas donde la topografía es montañosa con altas pendientes donde se requieren prácticas para el manejo de la escarnecía y control de erosión.  El suelo y el agua son también recursos vitales para toda actividad humana. Por tal razón el agricultor debe conocer las prácticas recomendadas para el uso efectivo y la conservación de estos recursos esenciales.

## Tipos de agricultura

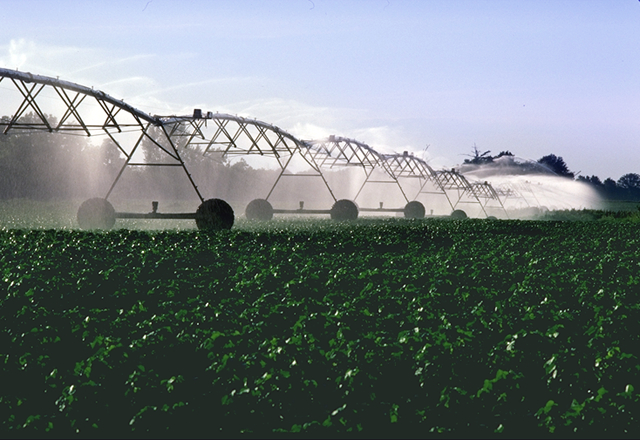
Riego en un cultivo de algodón.

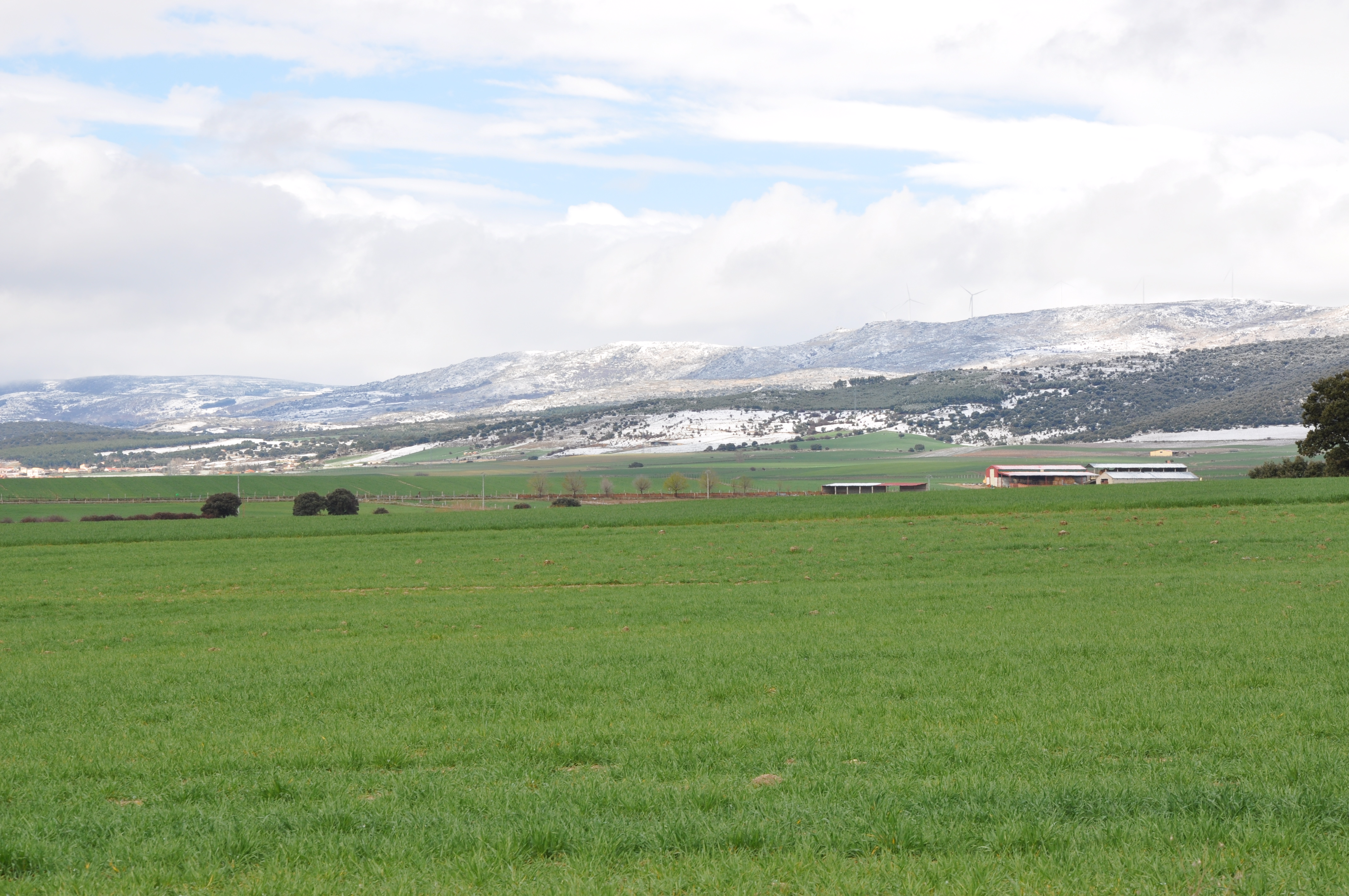
Agricultura de secano en la provincia de Ávila, España

Los tipos de agricultura pueden dividirse según muchos criterios distintos de clasificación:
Según su dependencia del agua:
- De secano: es la agricultura producida sin aporte de agua por parte del mismo agricultor. Nutriéndose el suelo de la lluvia o aguas subterráneas.
- De regadío: se produce con el aporte de agua por parte del agricultor, mediante el suministro que se capta de cauces superficiales naturales o artificiales, o mediante la extracción de aguas subterráneas de los pozos.

Según la magnitud de la producción y su relación con el mercado:
- Agricultura de subsistencia: Consiste en la producción de la cantidad mínima de comida necesaria para cubrir las necesidades del agricultor y su familia, sin apenas excedentes que comercializar. El nivel técnico es primitivo.
- Agricultura industrial: Se producen grandes cantidades, utilizando costosos medios de producción, para obtener excedentes y comercializarlos. Típica de países industrializados, de los países en vías de desarrollo y del sector internacionalizado de los países más pobres. El nivel técnico es de orden tecnológico. También puede definirse como agricultura de mercado.

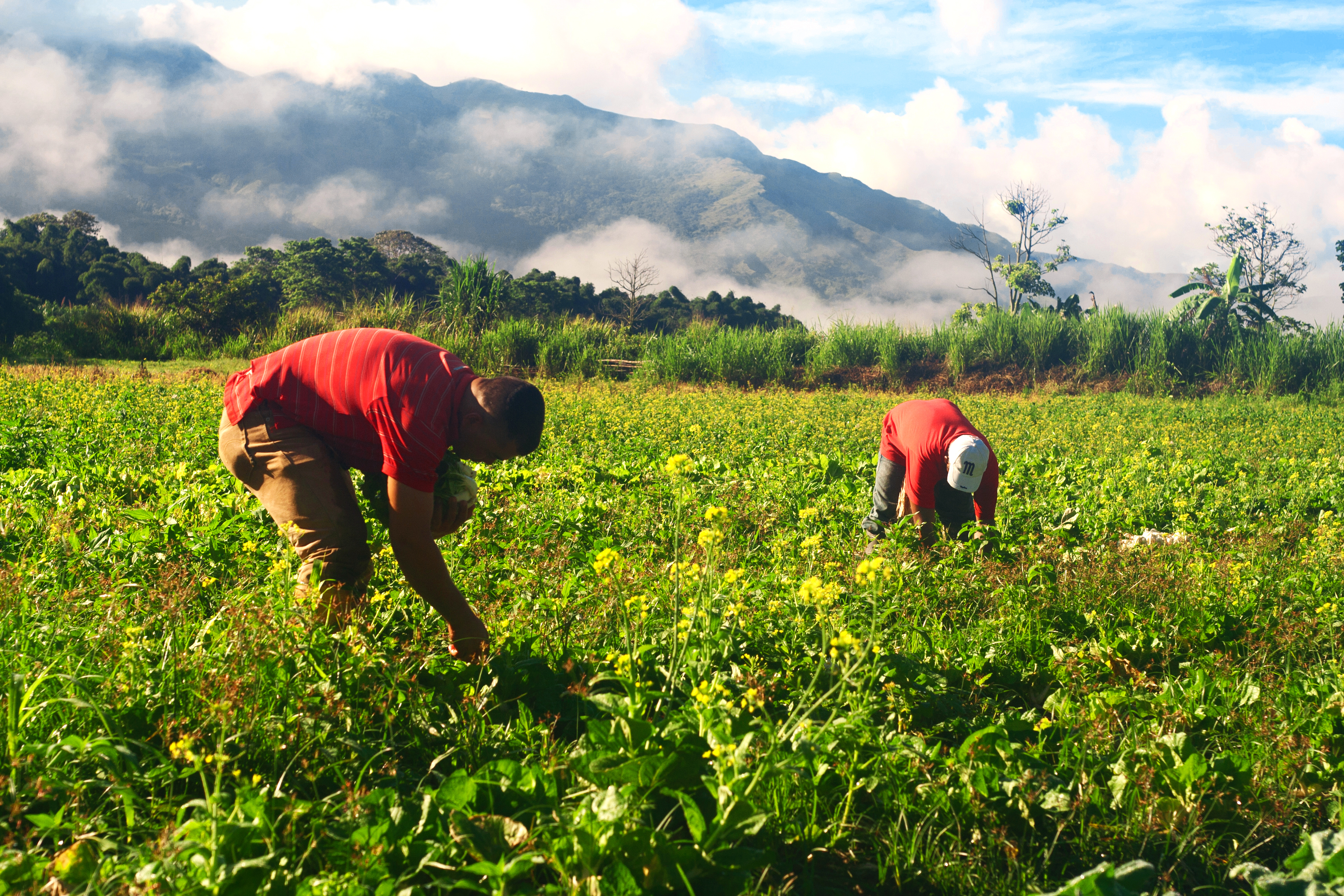
Sembradío de vegetales en Venezuela.

Según se pretenda obtener el máximo rendimiento o la mínima utilización de otros medios de producción, lo que determinará una mayor o menor huella ecológica:
- Agricultura intensiva: busca una producción grande en poco espacio. Conlleva un mayor desgaste del sitio. Propia de los países industrializados.
- Agricultura extensiva: depende de una mayor superficie, es decir, provoca menor presión sobre el lugar y sus relaciones ecológicas, aunque sus beneficios comerciales suelen ser menores.

Según el método y objetivos:
- Agricultura tradicional: utiliza los sistemas típicos de un lugar, que han configurado la cultura del mismo, en periodos más o menos prolongados.
- Agricultura industrial: basada sobre todo en sistemas intensivos, está enfocada a producir grandes cantidades de alimentos en menos tiempo y espacio —pero con mayor desgaste ecológico—, dirigida a mover grandes beneficios comerciales.
- Agricultura orgánica: biológica o ecológica (son sinónimos): crean diversos sistemas de producción que respeten las características ecológicas de los lugares y geobiológicas de los suelos, procurando respetar las estaciones y las distribuciones naturales de las especies vegetales, fomentando la fertilidad del suelo.
- Agricultura natural: se recogen los productos producidos sin la intervención humana y se consumen.
- Agricultura por contrato: es un acuerdo entre un agricultor y una empresa, establecido antes de que comience la producción. Dicho acuerdo varía por región, y compromete a la empresa a proporcionar recursos y servicios al agricultor, tales como transporte, certificación, suministro de insumos o créditos. Para que los agricultores renuncien a su autonomía en la producción y comercialización de sus productos, es necesario ofrecerles importantes ganancias. Una revisión resume los hallazgos de 75 reportes, que cubren 26 ejemplos empíricos de agricultura por contrato en 13 países en desarrollo. La conclusión de dicha revisión es que la agricultura por contrato puede aumentar los ingresos de los agricultores entre 23% y 54%. Asimismo, se concluye que los agricultores más pobres no son generalmente parte de estos esquemas. Estos resultados, sin embargo, deben examinarse con cuidado debido a posibles sesgos en las estimaciones, ya que no existen datos de agricultores que se retiran del programa o que fracasan en los primeros años, por ejemplo.[20]

## Impacto negativo sobre el medio ambiente
El impacto ambiental de la agricultura es el efecto que las diferentes prácticas agrícolas tienen sobre el medio ambiente. El impacto ambiental de la agricultura varía de acuerdo a los métodos, técnicas y tecnologías utilizadas, y la escala de la producción agrícola. La agricultura en general impacta sobre el suelo, el agua, el aire, la biodiversidad, las personas, las plantas y su diversidad genética, la calidad de la comida y los hábitats.
La agricultura contribuye al incremento de gases de efecto invernadero por la liberación de CO2 relacionado con la deforestación, la liberación de metano del cultivo de arroz, la fermentación entérica en el ganado y la liberación de óxido nitroso de la aplicación de fertilizantes. Todos estos procesos juntos componen el 54% de emisiones de metano, aproximadamente el 80% de emisiones de óxido nitroso, y casi todas la emisiones de dióxido de carbono relacionados con el uso de tierras. La agricultura industrial es la principal contribuyente de metano y óxido nitroso a la atmósfera terrestre. Además, la agricultura industrial impacta en el ambiente debido al uso intensivo de agroquímicos o plaguicidas, la contaminación del agua y la aparición de zonas muertas, la degradación del suelo, la producción de desechos y la contaminación genética.
El sector agropecuario es uno de los principales emisores de gases de efecto invernadero, que junto con los efectos del cambio de uso de las tierras y la quema de combustibles fósiles, están entre las principales causas del calentamiento global. Además de ser un importante usuario de tierras y consumidor de combustibles fósiles, la agricultura y la ganadería contribuyen directamente a las emisiones de gases de efecto invernadero por medio de las técnicas empleadas para el cultivo de granos y monocultivos, y la cría de ganado. El sistema agroalimentario global actual es responsable de cerca de la mitad (entre 44 % y 57 %) de todas las emisiones de gases con efecto de invernadero producidas por actividades humanas. Esta cifra se compone de la contribución de las emisiones agrícolas —las emisiones producidas en los campos de cultivo— de entre el 11 y el 15 %; un 15-18 % producidas por el cambio en el uso del suelo y la deforestación ocasionada por la agricultura; entre un 15 y 20 % de emisiones proveniente del procesamiento y el empacado de los productos agrícolas y entre un 3.5 y 4.5 % proveniente de los desechos.

### Pérdida de la biodiversidad y deforestación
La concentración parcelaria, la deforestación y el drenaje de marismas para la explotación agrícola reducen la superficie disponible para la vida silvestre y fragmentan los hábitats naturales. Los plaguicidas y herbicidas destruyen gran número de insectos y plantas no deseadas, por lo que afectan a especies más grandes que ven reducidas sus fuentes de alimentos. Estas formas de vida que se ven afectadas pueden ser importantes recicladores de nutrientes del suelo, polinizadores de cultivos y predadores de insectos dañinos. Es decir, la pérdida de biodiversidad comienza con la fase de preparación de la tierra para el desarrollo agrícola y continúa después. Esta pérdida de biodiversidad es una constante que no se reduce ni siquiera en aquellos países que valoran y protegen la naturaleza. Asimismo, la degradación de la tierra, la salinización y el exceso de extracción de agua provocados por la agricultura afectan a la base de su propio futuro.
Muchos de estos problemas van agotando y desertizando el suelo, obligando a abandonar unos terrenos para arar otros nuevos que, a su vez, se agotan, creando un círculo vicioso que va destruyendo el entorno. Un ejemplo claro es la progresiva deforestación de la selva del Amazonas.

### Emisión de gases de efecto invernadero
La agricultura es también una importante fuente de contaminación del aire y de gases de efecto invernadero. El amoniaco es una de las principales causas de la lluvia ácida que daña los árboles, acidifica los suelos, los lagos y los ríos, perjudicando la biodiversidad. Las emisiones de amoniaco procedentes de los fertilizantes minerales representan aproximadamente el 16 % y la combustión de biomasa y residuos de cultivos el 18%. Asimismo, la combustión de biomasa de plantas provoca la emisión de otros potentes contaminantes del aire, como dióxido de carbono, óxido nitroso y partículas de humo. Los seres humanos son responsables aproximadamente del 90% de la combustión de biomasa, principalmente por la quema deliberada de vegetación forestal, asociada con la deforestación, y residuos de pastos y cultivos para favorecer el crecimiento de nuevos cultivos y destruir hábitats de insectos dañinos. El cultivo de arroz es otra fuente agrícola importante de metano, que representa aproximadamente una quinta parte del total de las emisiones.

### Erosión y uso del suelo
La agricultura, especialmente la agricultura intensiva o industrial, tiene un impacto negativo sobre el suelo. Entre los problemas frecuentes se pueden mencionar:
- Erosión del terreno
- Agotamiento de minerales del suelo
- Salinización del suelo en zonas secas
- Competencia entre los agrocombustibles y la alimentación

### Agroquímicos
Los pesticidas, herbicidas y otro tipo de agroquímicos afectan de varias maneras al ecosistema. Algunas de estos problemas incluyen:
- Contaminación por nitrógeno y fósforomagnesio en ríos, lagos y aguas subterráneas
- Contaminación por residuos de pesticidas del suelo, agua y aire
- Causar desequilibrios en la biota por el uso indiscriminado de pesticidas

### Otros problemas
- Contaminación por desechos orgánicos

## Maquinaria, equipos y herramientas agrícolas

### Maquinaria agrícola

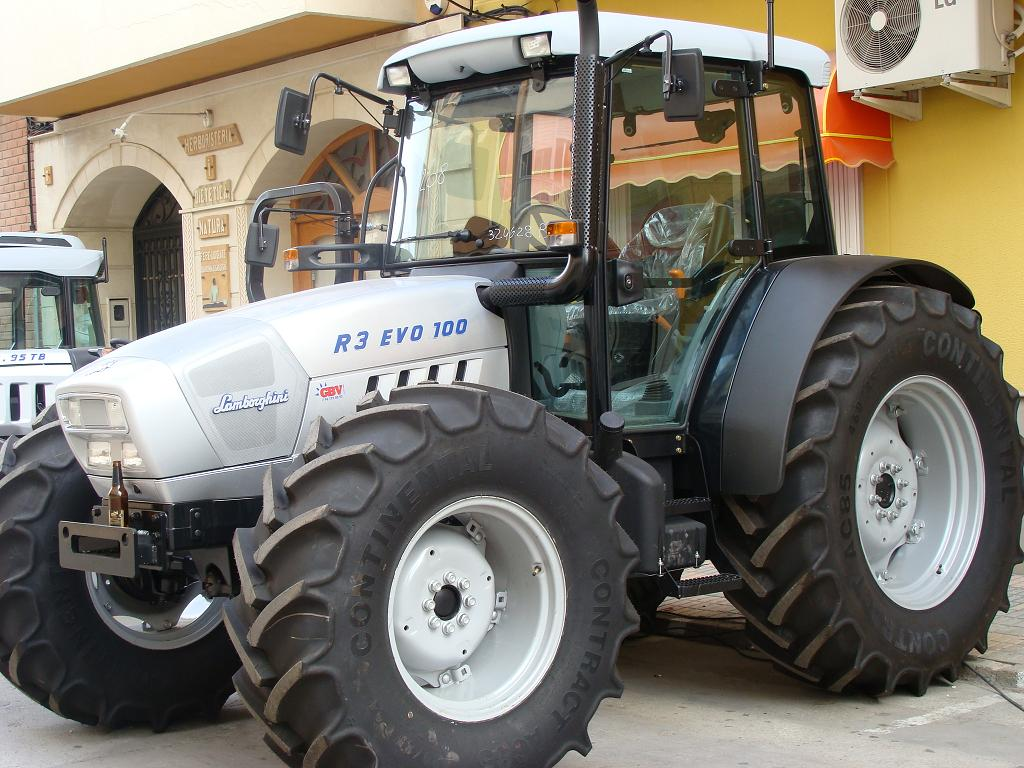
Tractor Lamborghini.

Las maquinarias son elementos que se utilizan para dirigir la acción realizada por las fuerzas de trabajo a base de energía; por su parte en el campo agrícola, los mecanismos a motor que se emplean en estas labores aligeran la producción y mejoran las técnicas de cultivo. Entre las máquinas agrícolas más utilizadas en las labores del campo se mencionan:
- Tractor: es una máquina agrícola muy útil, con ruedas o cadenas diseñadas para moverse con facilidad en el terreno y potencia de tracción que permite realizar grandes tareas agrícolas, aun en terrenos encharcados. Tiene dos pedales de freno y está acondicionando para halar rastras. Hay dos tipos de tractores: el de oruga, de gran estabilidad y fuerza, y el de ruedas, capaz de desplazarse hasta por carreteras; posee mayor velocidad que el de oruga.
- Motocultor: es una máquina agrícola de un solo eje y se opera por manillar; suele tener mediana potencia pero, en cambio puede ser muy versátil con los numerosos aperos e implementos que se han venido desarrollando. Es la maquinaria ideal para parcelas pequeñas o minifundios, muy frecuentes en los países del sur de Europa, y también del sudeste asiático, así como de otras partes del mundo; la fuerza del motor es bastante reducida (motores monocilíndricos de gasolina o diésel de unos 200 cm³ en promedio) pero queda compensada por la escasa velocidad, lo que le da una gran potencia. Aunque también puede emplearse en parcelas relativamente grandes con un asiento para el conductor, su empleo ha venido siendo sustituido parcialmente por los tractores más grandes, esenciales en las labores de integración parcelaria, como la que se ha llevado a cabo en Francia y en otros países, por lo que su uso ha venido limitándose cada vez más para las labores hortícolas, en jardinería y de ornamento en las parcelas minifundistas. Los implementos del motocultor pueden variar desde las cosechadores, sembradoras, fumigadoras, transporte y hasta toma de fuerza para bombas de riego y otros fines. Seguirá siendo esencial en las parcelas en los terrenos bastante desnivelados y fragmentados por el relieve.
- Cosechadora: o segadora es una máquina agrícola de motor potente, peine cortador para segar las plantas maduras de cereales y un largo rastrillo que va delante de la máquina y gira sobre un eje horizontal.

### Equipos agrícolas

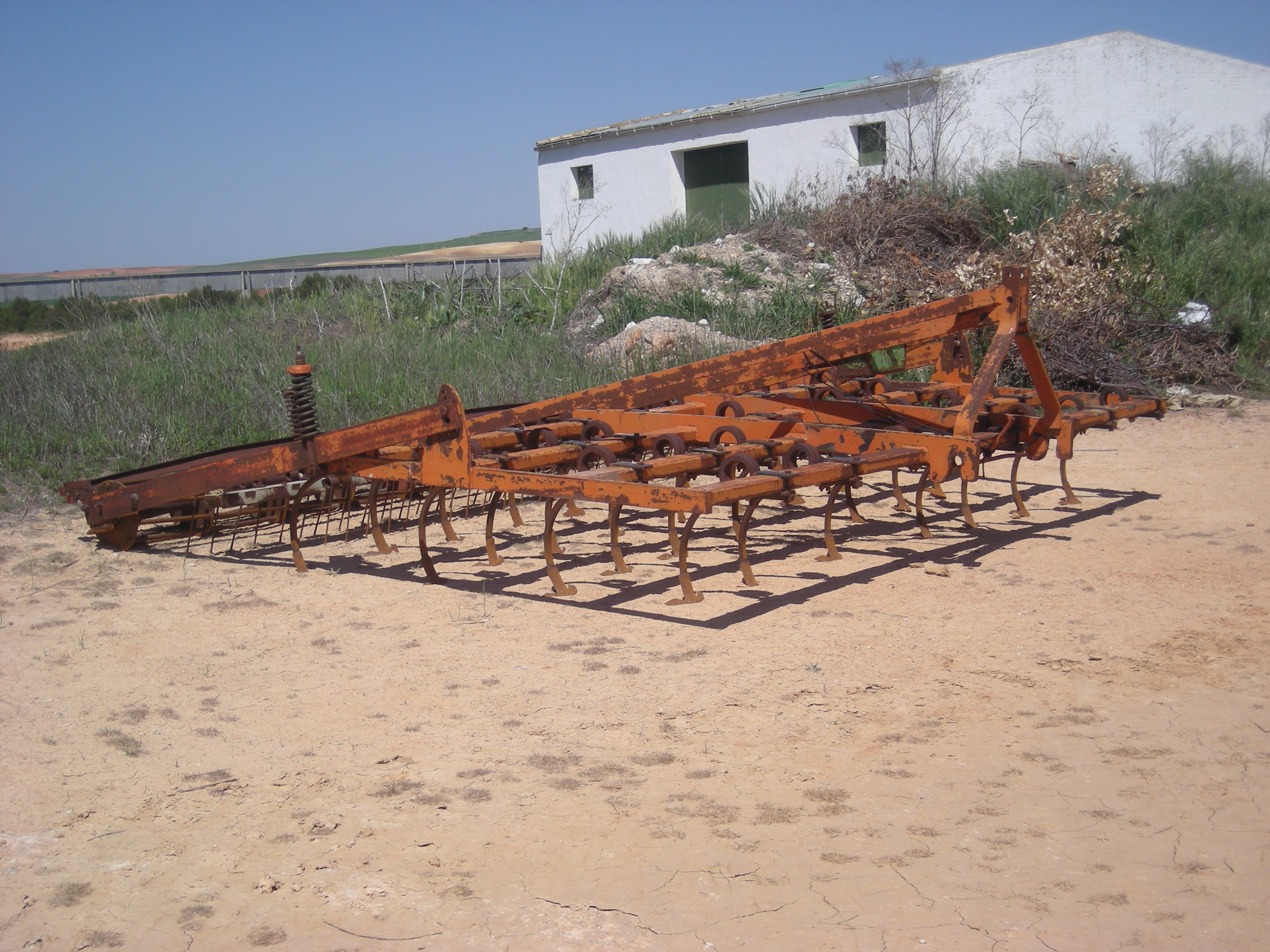
Arado de cultivador, Cuenca, España.

Los equipos agrícolas son un grupo de aparatos diseñados para abrir surcos en la tierra, desmenuzar, fumigar y fertilizar en el suelo.
- Arado: es un equipo agrícola diseñado para abrir surcos en la tierra; está compuesto por una cuchilla, reja, vertedera, talón, cama, timón y mancera, las cuales sirven para cortar y nivelar la tierra, sostener las piezas del arado, fijar el tiro y servir de empuñadura. Existen diversos tipos de arados, pero los más conocidos son:
  - arado de vertedera, formado por la reja, cuchillas y la vertedera.
  - arado de discos: formado por discos cóncavos para abrir surcos profundos.
  - arado superficial, para remover la capa superior del suelo.
  - arado de subsuelo, para remover la tierra en profundidad.
- Rastra: es un equipo agrícola diseñado para desmenuzar las partes o porciones de tierra que han sido removidas por el arado; están compuestas por un armazón que pueden ser de madera y metal, los dientes y el enganche que la une al tractor.
- Asperjadora: es un equipo agrícola diseñado para fumigar; está compuesta por un depósito de líquido, bomba de presión, tapa, boca, tanque y válvula de presión, correas, manguera, llave y la boquilla por donde sale el líquido para fumigar, sea insecticida, fungicida o herbicida. La asperjadora manual se coloca en la espalda del rociador y éste lleva colocada en la boca y nariz una mascarilla especial para evitar que los fuertes olores despedidos por la sustancia que expele la asperjadora le hagan daño.
- Sembradora de siembra directa: es un equipo para colocar las simientes sobre la cama de siembra, sin laboreo previo.
- Abonadora: es un equipo agrícola diseñado para distribuir fertilizantes; está compuesta por tres partes principales: la tolva o depósito del abono, el tubo de caída del fertilizante y el distribuidor del fertilizante.
- Empacadora: es un equipo agrícola diseñado para empaquetar o empacar la paja de los cereales u otras plantas herbáceas forrajeras en balas (también llamadas pacas o alpacas).

### Herramientas agrícolas

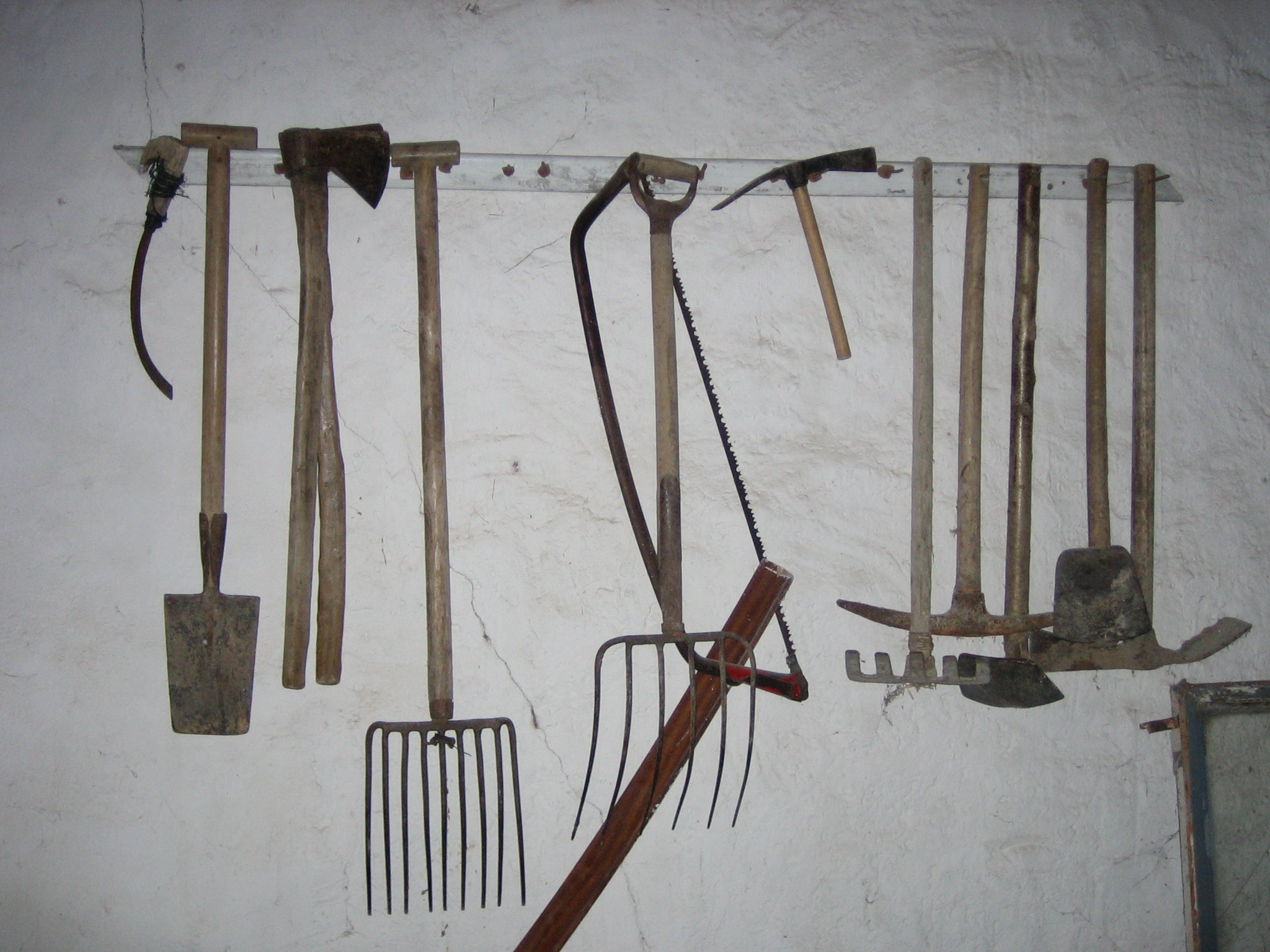
Colección de aperos agrícolas, de izquierda a derecha: hoz, pala, hachas, horcas, sierra, rastrillo, pico y azadas. Recogidos en Cuenca, España.

Las herramientas agrícolas son instrumentos que se utilizan para labrar la tierra, cargar arena, deshierbar, remover la tierra, abrir zanjas, transportar abono o material, etc. Son muchas y muy variadas las herramientas agrícolas, entre las que se mencionan:
- Azadas: son herramientas con extremo en forma de pala; son de metal con borde inferior de filo cortante; sirven para remover la tierra.
- Barretones: son palancas de acero terminadas en hoja plana y semiplana del mismo metal, mango de mediana longitud.
- Carretillas: son cargos pequeños que tienen una rueda y sirven para cargar y descargar material agrícola, sea arena, tierra, abonos.
- Escardillas: constituyen variantes de las azadas, de menor anchura, utilizadas para escardar, es decir, para limpiar los cultivos de cardos y de otras hierbas y plantas indeseables.
- Machetes: son herramientas diseñadas para cortar; tienen una hoja de acero larga y afilada, unida a un mango de madera.
- Palas: son láminas de metal, preferiblemente acero, que se usan para labrar la tierra; pueden ser de punta o de forma ancha; tienen borde inferior con filo cortante y mango largo de madera terminado en un asa de metal.
- Picos: son instrumentos compuestos de una parte de acero cuyos extremos terminan en forma de pala rectangular, por un lado, y por la tierra en forma vertical; tiene una pala rectangular con borde inferior de filo y mango de madera o metal.
- Rastrillos: diseñados para cubrir o rastrillar semillas; tienen una parte horizontal de metal y formada por dientes delgados o gruesos según el uso.
- Regaderas: son envases de metal con depósito para agua, con un tubo que termina en una pieza redonda con muchos agujeros pequeños; sirve para regar plantas.
- Trasplantadora: son pequeñas palas de metal en forma de cuchara pequeña, de bordes afilados y mango de madera. Sirven para sacar semillas.

### Diferencias entre maquinarias, equipos y herramientas según su uso
La diferencia es que las maquinarias se encargan de remover la tierra, mientras que los equipos se encargan de ayudar al terreno, de deshacerse de lo que no debería estar en la tierra, y las herramientas ayudan a transportar y excavar para sembrar un nuevo cultivo.

### Importancia de las maquinarias, equipos y herramientas en la labor agrícola
La importancia que existe en:
- Las maquinarias agrícolas se utilizan para arrastrar, desmenuzar o remover la tierra, limpieza y para sembrar.
- Los equipos agrícolas se utilizan para labrar la tierra, eliminar la maleza, fumigar las plantas y para abonar el suelo.
- Las herramientas agrícolas se utilizan para abrir zanjas, cargar tierra, extraer raíces, arrancar hierbas, perforar el suelo y rociar con agua las plantas.

## Políticas agrarias
La política agraria es muy compleja debido a la necesidad de equilibrar la ecología, las necesidades del país y los problemas sociales de quienes viven del campo.
La agricultura es un tema clave en la lucha por la justicia global. A pesar de existir un exceso de comida en los mercados mundiales, que hace que los precios caigan de forma continuada, aún no se ha resuelto el problema del hambre en el mundo. La rápida pérdida de tierras cultivables y la disminución de la cantidad de agua dulce disponible, de la que un 70 % se utiliza para la agricultura, son hoy una de las principales causas de la pobreza. La lucha contra el hambre que sufren 800 millones de seres humanos no es posible sin una profunda reforma de la política agraria global.
Los países ricos protegen a sus agricultores, bien a través de subvenciones a la producción, bien a través de fuertes aranceles a los productos extranjeros. Esto causa que los agricultores de países pobres se vean incapaces de competir en igualdad, por lo que actualmente existe una gran oposición por parte de muchos sectores a estos apoyos.
Las patentes otorgadas a las compañías que desarrollan nuevos tipos de semillas por ingeniería genética han permitido que se licencien a los agricultores las semillas de forma muy similar a la utilizada para licenciar software. Esto ha cambiado la balanza de poder en favor de los fabricantes de semillas, que pueden ahora dictar términos y condiciones antes imposibles. Debido a que si el agricultor no accede a las demandas de la compañía, esta no le vende la semilla. Esto ha hecho que muchos les acusen de biopiratería, ya que muchas de estas empresas se dedican a investigar las propiedades de las plantas, partiendo de conocimientos milenarios. Dándose la paradoja de que al patentar estos conocimientos, obligando a los pueblos de los que han aprendido dicho conocimiento, a pagarles por su uso.

## Estudios económicos
Con objeto de impulsar las exportaciones de productos agrícolas, diversos organismos gubernamentales publican estudios económicos por productos y por países, a través de internet. Entre otros, se encuentran el FAS del Departamento de Agricultura de los Estados Unidos (USDA), Agricultura y Agroalimentario Canadá (AAFC), Austrade y NZTE, que representan cuatro de los países más importantes a nivel de exportación de productos agrícolas. La Federación de Asociaciones de Comercio Internacional publica estudios de FAS y AAFC, así como de otros organismos no gubernamentales, en su página web globaltrade.net.

## Filosofía de la agricultura
La filosofía de la agricultura es, a grandes rasgos, una disciplina dedicada a la crítica sistemática de los marcos filosóficos (o cosmovisiones éticas) que son la base para las decisiones relativas a la agricultura.
Muchos de estos puntos de vista también se utilizan en la toma de decisiones sobre el uso del suelo en general. En el uso diario, puede definirse como la búsqueda de la sabiduría asociada a la agricultura, como uno de los componentes que fundan la civilización.

## Simbología
La agricultura se representa del mismo modo que a la diosa Ceres, coronada de espigas, con un arado al lado y un arbusto que empieza a florecer. Algunas veces tiene un cuerno de la abundancia lleno de toda clase de frutos y ambas manos sobre una pala o azada. Otras, se la pinta apoyada sobre el zodiaco, para significar que las estaciones arreglan los trabajos de la agricultura y revestida de un ropaje verde, símbolo de la esperanza.
En algunas medallas es representada con una mujer que tiene echados a sus pies un león y un toro, el uno emblema de la tierra y el otro, de la labranza. En una piedra grabada de la biblioteca del Vaticano, se ve representada la agricultura por Psiquis, apoyándose, en una pala como trabajo en que el alma encuentra lugar para la meditación. El genio de la agricultura se simboliza por medio de un niño desnudo, de una fisonomía risueña y coronado de adormideras; en una mano tiene un manojo de espigas y en la otra un racimo de uvas.